# Монотонная функция

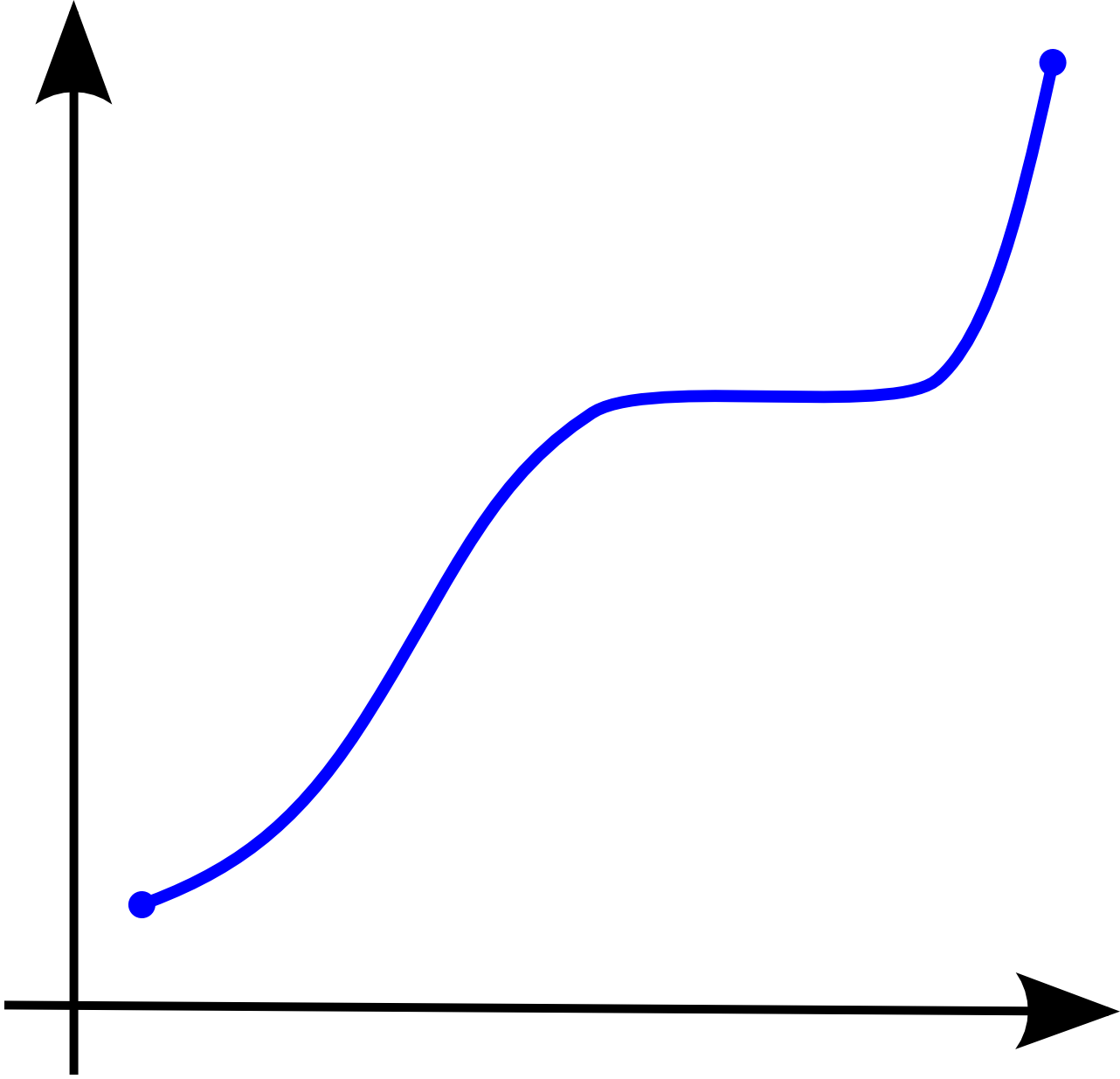
Рисунок 1. Монотонно возрастающая функция. Она строго возрастает слева и справа, а в центре не убывает.

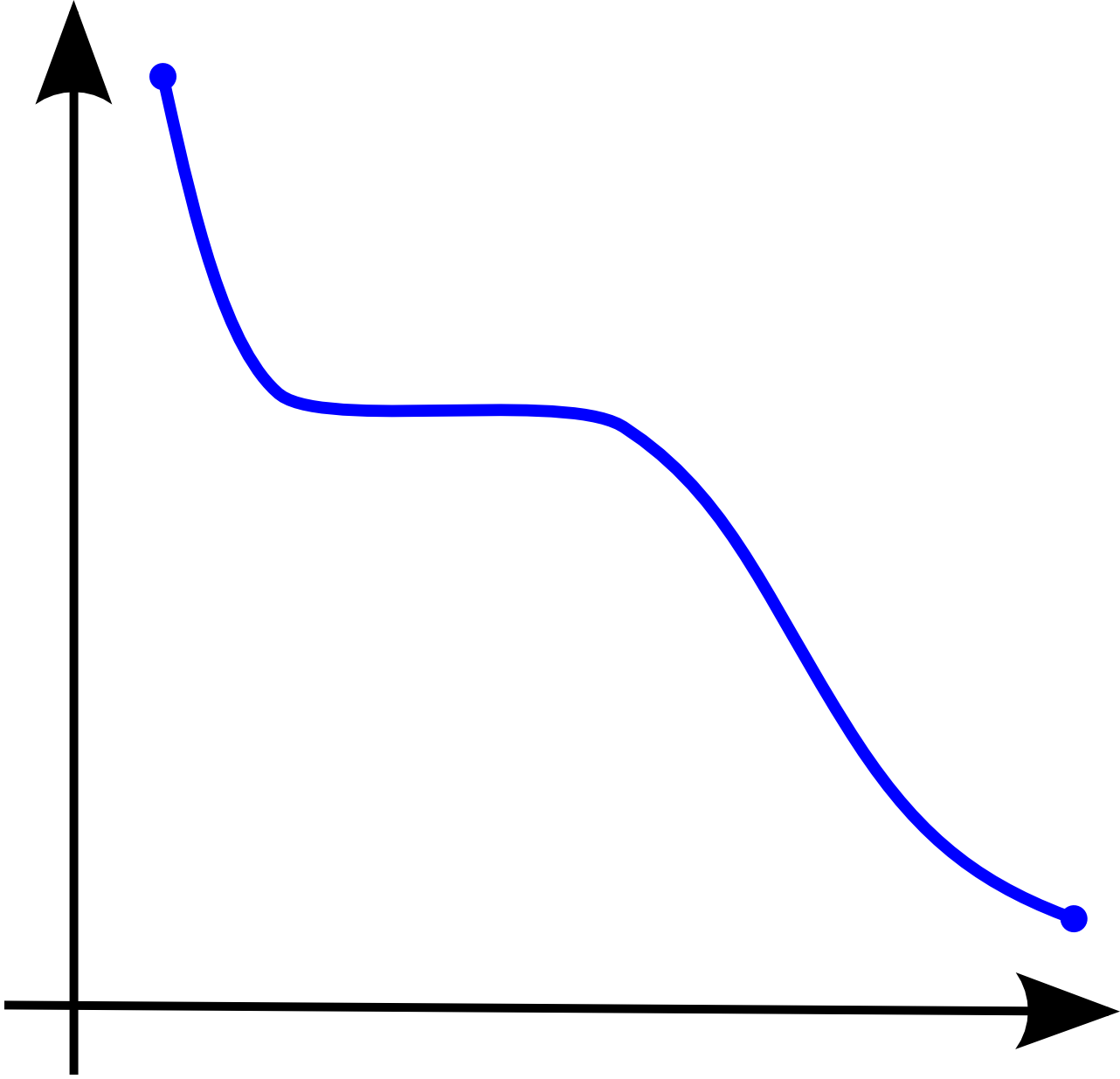
Рисунок 2. Монотонно убывающая функция.

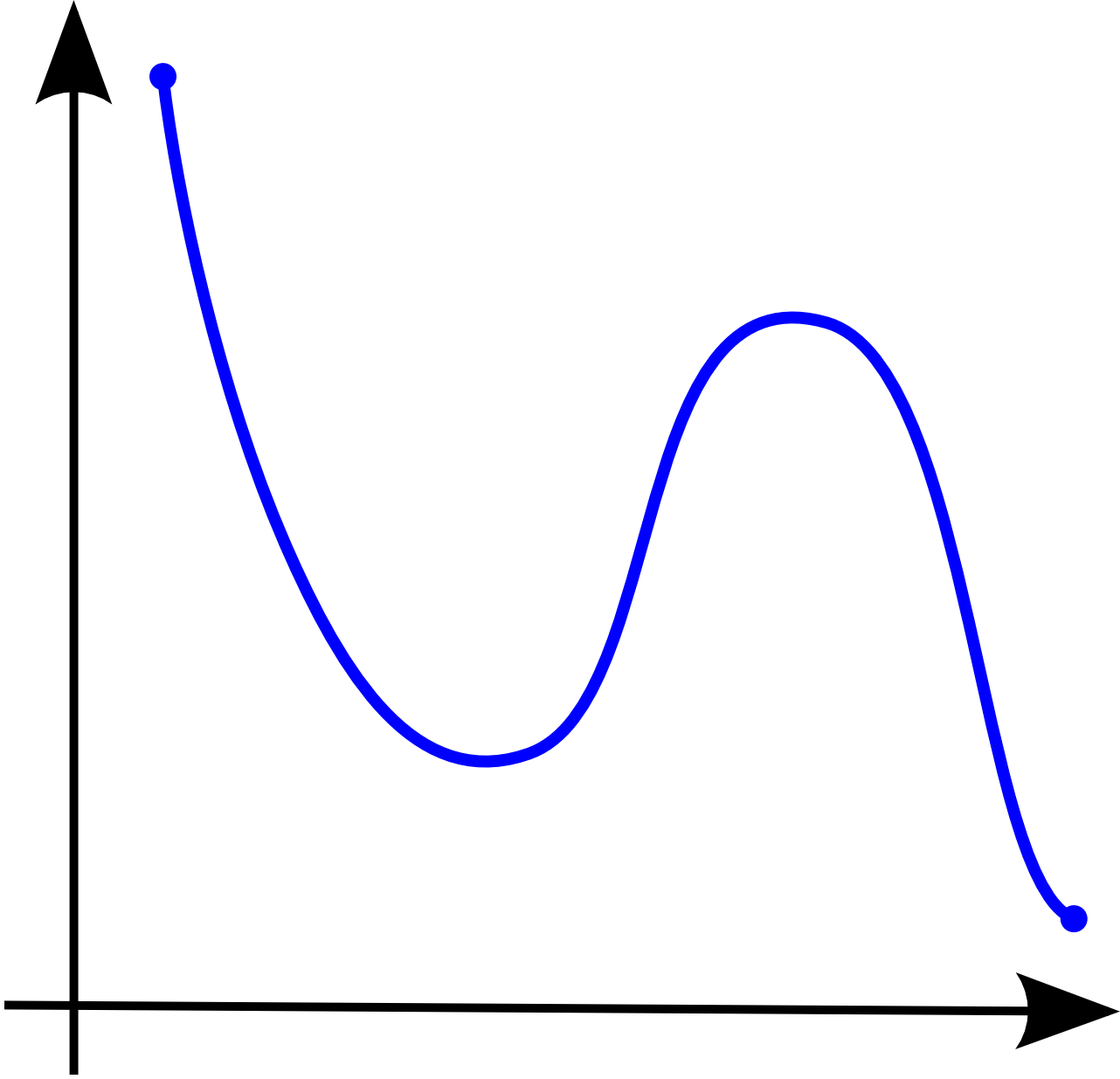
Рисунок 3. Функция, не являющаяся монотонной.

Моното́нная фу́нкция — функция одной переменной, определённая на некотором подмножестве действительных чисел, которая либо везде (на области своего определения) не убывает, либо везде не возрастает. Более точно, это функция {\displaystyle f}, приращение которой {\displaystyle \Delta f=f(x')-f(x)} при {\displaystyle \Delta x=(x'-x)>0} не меняет знака, то есть либо всегда неотрицательное, либо всегда неположительное. Если в дополнение приращение {\displaystyle \Delta f} не равно нулю, то функция называется стро́го моното́нной.
Функция называется возраста́ющей, если большему значению аргумента соответствует не меньшее (по другой терминологии — большее) значение функции. Функция называется убыва́ющей, если большему значению аргумента соответствует не большее (по другой терминологии — меньшее) значение функции.

## Определения
Пусть дана функция {\displaystyle f:M\subset \mathbb {R} \to \mathbb {R} .} Тогда
- функция {\displaystyle f} называется возраста́ющей на {\displaystyle M}, если

{\displaystyle \forall x,y\in M,\;x>y\Rightarrow f(x)\geq f(y)}.
- функция {\displaystyle f} называется стро́го возраста́ющей на {\displaystyle M}, если

{\displaystyle \forall x,y\in M,\;x>y\Rightarrow f(x)>f(y)}.
- функция {\displaystyle f} называется убыва́ющей на {\displaystyle M}, если

{\displaystyle \forall x,y\in M,\;x>y\Rightarrow f(x)\leq f(y)}.
- функция {\displaystyle f} называется стро́го убыва́ющей на {\displaystyle M}, если

{\displaystyle \forall x,y\in M,\;x>y\Rightarrow f(x)<f(y)}.
(Строго) возрастающая или убывающая функция называется (строго) монотонной.

## Другая терминология
Более естественно, когда под терминами возрастающая (убывающая) функция подразумеваются строго возрастающая  (убывающая) функция. Тогда про нестрого возрастающую (убывающую) функцию говорят, неубывающая (невозрастающая):
- Функция {\displaystyle f(x)} называется возрастающей на некотором интервале, если для любых двух точек {\displaystyle x_{1}} и {\displaystyle x_{2}} этого интервала, таких что {\displaystyle x_{1}<x_{2}}, справедливо {\displaystyle f(x_{1})<f(x_{2})}. Другими словами, большему значению аргумента соответствует большее значение функции.
- Функция {\displaystyle f(x)} называется убывающей на некотором интервале, если для любых двух точек {\displaystyle x_{1}} и {\displaystyle x_{2}} этого интервала, таких что {\displaystyle x_{1}<x_{2}}, справедливо {\displaystyle f(x_{1})>f(x_{2})}. Другими словами, большему значению аргумента соответствует меньшее значение функции.
- Функция {\displaystyle f(x)} называется неубывающей на некотором интервале, если для любых двух точек {\displaystyle x_{1}} и {\displaystyle x_{2}} этого интервала, таких что {\displaystyle x_{1}<x_{2}}, справедливо {\displaystyle f(x_{1})\leq f(x_{2})}.
- Функция {\displaystyle f(x)} называется невозрастающей на некотором интервале, если для любых двух точек {\displaystyle x_{1}} и {\displaystyle x_{2}} этого интервала, таких что {\displaystyle x_{1}<x_{2}}, справедливо {\displaystyle f(x_{1})\geq f(x_{2})}.
- Возрастающие и убывающие функции называются строго монотонными, неубывающие и невозрастающие функции — монотонными.

Данная терминология более лаконична.

## Свойства монотонных функций
- Монотонная функция, определённая на интервале, измерима относительно борелевских сигма-алгебр.
- Монотонная функция, {\displaystyle f:[a,b]\to \mathbb {R} ,} определённая на замкнутом интервале, ограничена. В частности, она интегрируема по Лебегу.
- Монотонная функция может иметь разрывы только первого рода. В частности, множество точек разрыва не более чем счётно.
- Монотонная функция {\displaystyle f:(a,b)\to \mathbb {R} } дифференцируема почти всюду относительно меры Лебега.

## Условия монотонности функции
- (Критерий монотонности функции, имеющей производную на интервале) Пусть функция {\displaystyle f\in C{\bigl (}(a,b){\bigr )}} непрерывна на {\displaystyle (a,b),} и имеет в каждой точке {\displaystyle x\in (a,b)} производную {\displaystyle f'(x).} Тогда
{\displaystyle f} не убывает на {\displaystyle (a,b)} тогда и только тогда, когда {\displaystyle \forall x\in (a,b)\;f'(x)\geq 0;}
{\displaystyle f} не возрастает на {\displaystyle (a,b)} тогда и только тогда, когда {\displaystyle \forall x\in (a,b)\;f'(x)\leq 0.}
- (Достаточное условие строгой монотонности функции, имеющей производную на интервале) Пусть функция {\displaystyle f\in C{\bigl (}(a,b){\bigr )}} непрерывна на {\displaystyle (a,b),} и имеет в каждой точке {\displaystyle x\in (a,b)} производную {\displaystyle f'(x).} Тогда
если {\displaystyle \forall x\in (a,b)\;f'(x)>0,} то {\displaystyle f} строго возрастает на {\displaystyle (a,b);}
если {\displaystyle \forall x\in (a,b)\;f'(x)<0,} то {\displaystyle f} строго убывает на {\displaystyle (a,b).}

Обратное, вообще говоря, неверно. Производная строго монотонной функции может обращаться в ноль. Однако, множество точек, где производная не равна нулю, должно быть плотно на интервале {\displaystyle (a,b).} Точнее имеет место
- (Критерий строгой монотонности функции, имеющей производную на интервале) Пусть {\displaystyle f\in C{\bigl (}(a,b){\bigr )},} и всюду на интервале определена производная {\displaystyle f'(x).} Тогда {\displaystyle f} строго возрастает на интервале {\displaystyle (a,b)} тогда и только тогда, когда выполнены следующие два условия:

1. {\displaystyle \forall x\in (a,b)\;f'(x)\geq 0;}
2. {\displaystyle \forall (c,d)\subset (a,b)\;\exists x\in (c,d)\;f'(x)>0.}

Аналогично, {\displaystyle f} строго убывает на интервале {\displaystyle (a,b)} тогда и только тогда, когда выполнены следующие два условия:
1. {\displaystyle \forall x\in (a,b)\;f'(x)\leq 0;}
2. {\displaystyle \forall (c,d)\subset (a,b)\;\exists x\in (c,d)\;f'(x)<0.}

## Примеры
- Функция {\displaystyle f(x)=x^{3}} строго возрастает на всей числовой прямой, несмотря на то, что точка {\displaystyle x=0} является стационарной, т.е. в этой точке {\displaystyle f'(x)=0}.
- Функция {\displaystyle f(x)=\sin x} является строго возрастающей не только на открытом интервале {\displaystyle (-\pi /2;\pi /2)}, но и на замкнутом интервале {\displaystyle [-\pi /2;\pi /2]}.
- Экспонента {\displaystyle f(x)=e^{x}} строго возрастает на всей числовой прямой.
- Константа {\displaystyle f(x)\equiv a,\;a\in \mathbb {R} } одновременно не возрастает и не убывает на всей числовой прямой.
- Канторова лестница — пример непрерывной монотонной функции, которая не является константой, но при этом имеет производную равную нулю в почти всех точках.
- Функция Минковского — пример сингулярной строго возрастающей функции.

## Вариации и обобщения
- Отображение {\displaystyle f\colon X\to Y} между топологическими пространствами называется монотонным если каждая точка {\displaystyle y\in Y} имеет связный прообраз {\displaystyle f^{-1}(y)}.[3]